# Julien Jabre
Julien Jabre, né en novembre 1976, est un compositeur et producteur de musique électronique et de musique de film, ainsi qu'un ingénieur du son franco-libanais. Spécialisé dans la musique house, il est généralement associé au mouvement French Touch.

## Biographie
Au milieu des années 90 DJ Deep, DJ Gregory et Alex from Tokyo, trois pionniers de la house française, tiennent une émission consacrée à la musique électronique sur la radio parisienne FG. Amateur de l'émission A Deep Groove, Julien Jabre les rencontre en 1994 par le truchement d'un ami alors en stage à la radio. Il fait ses débuts comme DJ lors d'un déplacement de DJ Gregory, qui lui confie l'antenne pour la première fois. Pendant les deux années qui suivent, il passe régulièrement sur la radio.
Sur les encouragements de DJ Deep et de DJ Gregory, il commence alors à expérimenter en tant que producteur. Tandis que sa sœur lui permet d'acquérir une première boîte à rythmes en lui prêtant 3000 francs, DJ Gregory lui prête son premier synthétiseur.
En 1997, leur amitié donne lieu au maxi « Faithfull », sorti sous le nom Fantom, une première collaboration qui introduit Julien Jabre au grand public en tant que producteur. Le succès de Fantom est bientôt suivi par The Deep, une autre collaboration, cette fois avec DJ Deep, puis par Soha, continuation new-yorkaise de son duo avec Gregory. Dans le même temps, il commence à sortir ses premiers titres en solo chez Basic Recordings, d'abord avec le titre « Jungle » puis avec l'EP deep house Time, incluant les titres « That Day » et « Delivrance ».
Au début des années 2000, Julien Jabre fait alors figure de jeune prodige de la French Touch et jouit déjà d'une réputation de l'autre côté de l'Atlantique, grâce à des titres comme « Voodance » ou « Yalopa ». Dans le même temps, il s'éloigne de la scène et du DJing.
Son premier long format, sorti en 2003, est en fait une compilation intitulée The Disco-Tech of Julien Jabre. Cette sélection, publiée sur le label Yellow Productions, donne un aperçu des diverses influences du producteur, allant de la musique de film (Philippe Sarde) à la techno (Carl Craig) en passant par le jazz funk (Herbie Hancock).
La même année, il crée son propre label, Elias, où il peut expérimenter à loisir.
Pendant le reste de la décennie, Julien Jabre multiplie les collaborations, avec ses compatriotes Dimitri From Paris (notamment sur les remixes officiels du groupe CHIC) et Martin Solveig, au mixage comme à la production. Parallèlement, il continue sa carrière en tant qu'artiste solo, publiant des titres considérés aujourd'hui comme des classiques par nombre de ses pairs. « Swimming Places », sorti en 2006, est ainsi considéré comme un classique de la house,, tandis que « War » (2004) est cité par le pionnier de la techno Derrick May comme le « disque qui ne le quitte jamais ». Dans le même temps, il commence à travailler avec le groupe vénézuélien Los Amigos Invisibles, mixant trois titres sur l'album Comercial, lauréat d'un Latin Grammy pour meilleur album de musique alternative.
En 2009 il publie l'EP Wonderland chez Defected, qui fait suite à Talking Walls sorti l'année précédente. Sort également chez Defected la compilation DJ Gregory & Julien Jabre – House Masters, qui fait le point sur la décennie et revient sur le parcours symétrique des deux artistes.
Dans les années 2010, Julien Jabre se consacre presque exclusivement à ses activités de producteur, de compositeur et d'ingénieur du son à l'international.
En 2012, il se fait ainsi remarquer en collaborant à l'écriture d'un album pour Madonna, MDNA, avec Martin Solveig. Il coécrit ainsi deux titres, dont « I Don't Give A » interprété en duo avec Nicki Minaj. En 2019, il coproduit « Thando » avec le producteur sud-africain Black Coffee.
En 2019, il reprend sa carrière solo et sort le maxi « Samana » / « Far at Sea » sur son label Elias.

## Musique de film
À partir de 2007, Julien Jabre commence à travailler sur des bandes originales de films. Michael Tordjman (cofondateur du label Basic Recordings) et lui s'associent alors pour faire leur premier pas ensemble dans la composition cinématographique. Ils collaborent d'abord sur le téléfilm de Stéphane Clavier, Je hais les vacances. Il composera par la suite les bandes originales de longs métrages comme Aux yeux de tous, de Cédric Jimenez (2012), Rattrapage, de Tristan Séguéla (2017), ou encore La Collection d'Emmanuel Blanchard (2018).

## The Joubert Singers
Julien Jabre a aussi contribué à faire connaître et reconnaître un groupe de gospel américain, The Joubert Singers, dont le titre « Stand on the Word » était devenu culte dans la communauté house par le biais d'un bootleg appelé « Larry 02 “Stand On the Word” Celestial Choir » . Enregistré en 1982 par Phyliss McKoy Joubert, avec la chorale de son église, puis publié par Next Plateau en 1985, le titre avait échappé à sa créatrice dans sa version numérique. Après avoir rencontré l'auteure via Myspace, Julien Jabre parvient à convaincre la maison de disque, Universal, d'enregistrer le titre à nouveau, et de le sortir accompagné d'autres enregistrements. Finalement, Universal préfère publier un remix sous le nom de Keedz, qui connaîtra un succès considérable, notamment comme générique de l'émission Le Grand Journal, sur Canal+. La version réenregistrée et reproduite de « Stand on the Word » avec Phyliss McKoy Joubert, jusqu'alors inédite, sera quant à elle révélée au grand public en 2011 grâce au film Polisse.  En 2015, Julien Jabre sort cette version, ainsi que l'intégralité de l'album réenregistré par Joubert avec les enfants des membres de la chorale originale, sur son label Elias.